# Turț
Turț là một xã thuộc hạt Satu Mare, România. Dân số thời điểm năm 2002 là 6859 người.